# In't lieg plafon
In't lieg plafon was een Vlaams radioprogramma dat van 1973 tot 1977 werd uitgezonden op de regionale radiozender Omroep Brabant (Vlaanderen) van Radio 2 (Vlaanderen).
Het programma werd gepresenteerd in het Brussels dialect en omvatte sketches, liedjes en verzoeknummers. Presentator van dienst was Jan Dekoster, alias Tone De Plekker. Een andere bekende medewerker was Jef Elbers. Hij begon er zijn carrière als scenarioschrijver bij de BRT.
In 1975 werd een wedstrijd voor jong zangtalent in het Brussels dialect gehouden en gewonnen door de groep d'Oillestroat met eigen composities. Een tiental liedjes werden opgenomen door de BRT in de studio's van het Flageyplein en uitgezonden in het radioprogramma. Hier werd ook de eerste versie van In de Rue des Bouchers opgenomen en uitgezonden van 1975 tot 1977.
Het kenwijsje van het radioprogramma werd geschreven door Remy Ray, die ook aan het programma meewerkte.
In 1992 verscheen naar aanleiding van 25 jaar Omroep Brabant een cd met sketches en liedjes uit het programma.
- MusicBrainz: d15f986d-8026-4500-9fa3-393bdb59dd22